# Luis Cuervas-Mons
Luis Cuervas Mons y de la Cavada (Santander, 1851–Comillas, Cantabria, 1943) fue un pintor español.

## Biografía
Fue pensionado por la Diputación Provincial de Santander para estudiar en la Escuela Especial de Pintura, Escultura y Grabado de Madrid y, tras acabar sus estudios, viajó durante años por Europa, estableciendo su residencia en Inglaterra y Holanda ocupado en retratar sus bosques y mares, auténticos protagonistas en la creación de este pintor que comparte generación con los paisajistas cántabros Donato Avendaño, Fernando Pérez del Camino, Victoriano Polanco y Tomás Campuzano y Aguirre. 
De esta época son las tres obras que envió a la Exposición Nacional de Bellas Artes de 1887 y que están consideradas como su mayor éxito: Balandras pescadoras de Seigh (desembocadura del Támesis, efecto de sol), La caza al acecho y Lanchas pescadoras de Kingston.
Poco antes, se había dado a conocer en Santander con dos cuadros, un retrato y una marina, que fueron muy bien acogidos por la crítica. En 1889 participa en la Exposición Regional y pinta su famoso Retrato del Obispo de la Habana. A su vuelta a España, se instaló en Comillas, donde llegó a ser alcalde. Su producción pictórica abordó principalmente el retrato y las marinas, aunque también prestó atención a los temas costumbristas. En la Primera Exposición de Artistas Montañeses, organizada por el Ateneo en 1918, presentó su lienzo Puerto de Comillas. El Gobierno de Cantabria y el Museo Municipal de Bellas Artes de Santander custodian obras de este autor.